# Krystyna Slany
Krystyna Slany (ur. 28 listopada 1952 r. w Żywcu, z domu Maślanka) – polska socjolog, profesor zwyczajny, autorka lub współautorka kilkunastu książek oraz ponad dwustu artykułów naukowych. Jej zainteresowania badawcze koncentrują się przede wszystkim wokół demografii, studiów nad małżeństwem i rodziną, socjologii migracji oraz społeczno-kulturowej tożsamości płci (gender studies). Od wielu lat związana naukowo z Instytutem Socjologii Uniwersytetu Jagiellońskiego, w którym kieruje Zakładem Badania Problemów Ludnościowych.

## Przebieg kariery naukowej
Dzieciństwo i młodość spędziła w Milówce i Radziechowach. Po ukończeniu w roku 1971 Liceum Ogólnokształcącego w Żywcu (obecnie I Liceum Ogólnokształcące im. Mikołaja Kopernika w Żywcu) Krystyna Slany podjęła studia socjologiczne na Wydziale Filozoficznym Uniwersytetu Jagiellońskiego, zakończone pracą magisterską pt. „Readaptacja młodocianych przestępców pierwszy raz karanych”, napisaną pod kierunkiem prof. dra hab. Władysława Kwaśniewicza. Bezpośrednio po studiach rozpoczęła pracę w Pracowni Demograficznej Instytutu Socjologii Uniwersytetu Jagiellońskiego. Po powrocie z urlopu opiekuńczo-wychowawczego, w roku 1986 uzyskała tytuł doktorski na podstawie pracy „Demograficzne i psychologiczno-społeczne uwarunkowania dzietności rodzin w środowisku miejskim”, przygotowanej pod kierunkiem doc. dra hab. Wandy Ciarkowskiej, a w roku 1995 habilitowała się na podstawie pracy „Między przymusem a wyborem. Kontynentalne i zamorskie emigracje z krajów Europy Środkowo-Wschodniej (1939-1989)”. W roku 2003 otrzymała tytuł naukowy profesora nauk humanistycznych nadany przez Prezydenta Rzeczypospolitej Polskiej. Od 2010 roku Krystyna Slany pracuje na stanowisku profesora zwyczajnego w Instytucie Socjologii Uniwersytetu Jagiellońskiego.
Od 2002 roku jest kierowniczką Zakładu Badania Problemów Ludnościowych w Instytucie Socjologii Uniwersytetu Jagiellońskiego. W latach 2002–2008 obejmowała także stanowisko wicedyrektorki oraz pełnomocniczki do spraw studiów doktoranckich. Jest członkinią Komitetu Socjologii Polskiej Akademii Nauk i Komitetu Badań nad Migracjami PAN, w którym kieruje Sekcją badań nad współczesnymi migracjami z Polski i dla którego przygotowała wraz z zespołem kilka ekspertyz. Przez kilka kadencji zasiadała w Komitecie Nauk Demograficznych PAN. W latach 2002–2005 współtworzyła kwartalnik „Małżeństwo i rodzina”. Jest w radzie programowej czasopism: Studia Migracyjne i CEEMR. Prowadzi wykłady z socjologii ludności, socjologii płci, socjologii rodzin, feministycznej pracy socjalnej, migracji w społecznym świecie, a także seminaria magisterskie i doktoranckie.
Kierowała m.in. projektami: Integration of Female Immigrants in Labour Market and Society. Policy Assessment and Policy Recommendations (UE 2006-2008), Doing family in transnational context. Demographic choices, welfare adaptations, school integration and every-day life of Polish families living in Polish-Norwegian transnationality (NCBiR 2013-2017), czy Gender equality and quality of life - how gender equality can contribute to development in Europe. A study of Poland and Norway (NCBiR 2013-2017). Aktualnie  realizuje projekt Children Hybrid Integration: Learning Dialogue as a way of Upgrading Policies of Participation (Horizon 2019-2020). 
W ciągu swojej długoletniej kariery akademickiej była wielokrotnie nagradzana przez Rektora Uniwersytetu Jagiellońskiego. Otrzymała Nagrodę Ministra Edukacji Narodowej i Sportu za książkę „Alternatywne formy życia małżeńsko-rodzinnego w ponowoczesnym świecie”. Kilkanaście razy przebywała na zagranicznych stypendiach i wyjazdach, m.in. na Uniwersytecie Fryderyka i Aleksandra w Erlangen i Norymberdze (1987), American Institute for European Studies w Wiedniu (1988), Uniwersytecie Karola w Pradze (1993), Universite des Science Humaines w Strasburgu (1994), UCL School of Slavonic and East European Studies w Londynie (1995) oraz Uniwersytecie Rutgersa w New Brunswick (2004). W roku 2001 została stypendystką rządu kanadyjskiego. W 2019 została członkiem Rady Doskonałości Naukowej pierwszej kadencji.

## Wybrane publikacje
- Czarkowska Wanda, Kluzowa Krystyna, Slany Krystyna, Elementy Demografii. Część I, Wydawnictwo UJ, Kraków 1989
- Kluzowa Krystyna, Kusz Franciszek, Slany Krystyna, Małżeństwa powtórne w Polsce – typy, przyczyny powstania, funkcjonowanie, Wydawnictwo UJ, Kraków 1991
- Slany Krystyna, Między przymusem a wyborem. Kontynentalne i zamorskie emigracje z krajów Europy Środkowo-Wschodniej (1939-1989), Wydawnictwo UJ Kraków 1995
- Slany Krystyna (red.), Orientacje emigracyjne Polaków, Kraków 1997, Wyd. Kwadrat
- Slany Krystyna, Alternatywne formy życia małżeńsko-rodzinnego w ponowoczesnym świecie, Zakład Wydawniczy NOMOS, Kraków 2002
- Slany Krystyna, Szczepaniak Izabela, Małek Agnieszka (red.), Systemy wartości a procesy demograficzne, Zakład Wydawniczy NOMOS, Kraków 2003.
- Slany Krystyna (red.), International Migration. A Multidimensional Analysis, AGH Press, Kraków 2005
- Slany Krystyna (red.), Migracje kobiet. Perspektywa wielowymiarowa, Wydawnictwo UJ, Kraków 2008
- Kontos Maria, Liapi Maria, Slany Krystyna (red.), Women in New Migrations. Current Debates in European Societies, Wydawnictwo UJ, Kraków 2010
- Kowalska Beata, Slany Krystyna, Ślusarczyk Magdalena (red.), Kalejdoskop genderowy. W drodze do poznania płci społeczno-kulturowej w Polsce, Wydawnictwo UJ, Kraków 2010
- Slany Krystyna, Struzik Justyna, Wojnicka Katarzyna (red.), Gender w społeczeństwie polskim, Zakład Wydawniczy NOMOS, Kraków 2011
- Slany Krystyna (red.), Zagadnienia małżeństwa i rodzin w perspektywie feministyczno-genderowej, Wydawnictwo UJ, Kraków 2013
- Slany Krystyna Strzemecka Stella, Who Are We? Cultural Valence and Children’s Narratives of National Identifications, Central and Eastern European Migration Review 5 (1), 13-34, 2016
- Slany Krystyna, P Pustułka Paula, Children, parents and institutions in the mobility maze, Central and Eastern European Migration Review 5 (1), 5-12, 2016
- Transnational Polish families in Norway: social capital, integration, institutions and care (eds  Slany Krystyna, Pustułka Paula, Ślusarczyk Magdalena, Guribye Eugen), Peter Lang, Frankfurt am Main 2018
- White Anne, Grabowska Izabel, Kaczmarczyk Paweł, Slany Krystyna, The impact of migration on Poland: EU mobility and social change, UCL Press, London 2018